# Hiwi

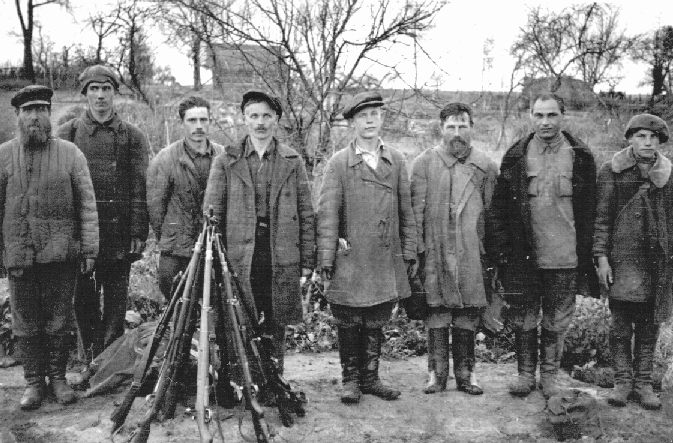
Ukrainsk antipartisantrupp i tysk tjänst

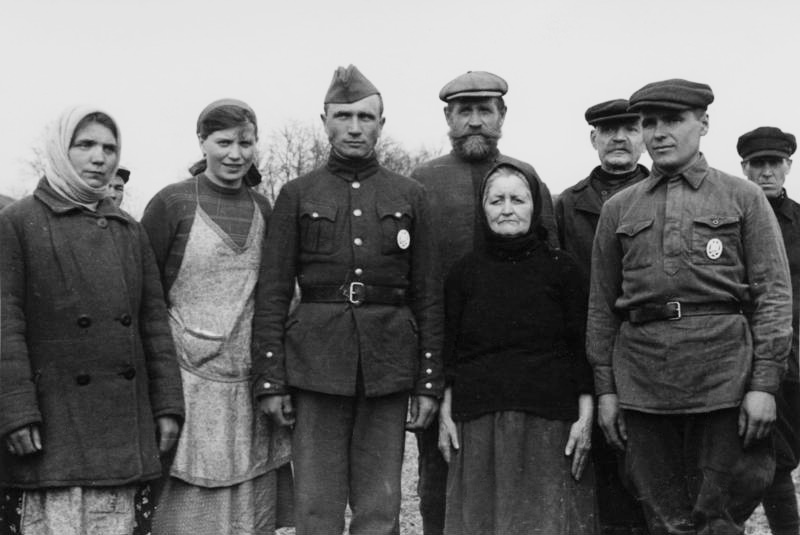
Dekorerade ryska frivilliga i tysk tjänst, med sina anhöriga 1942.

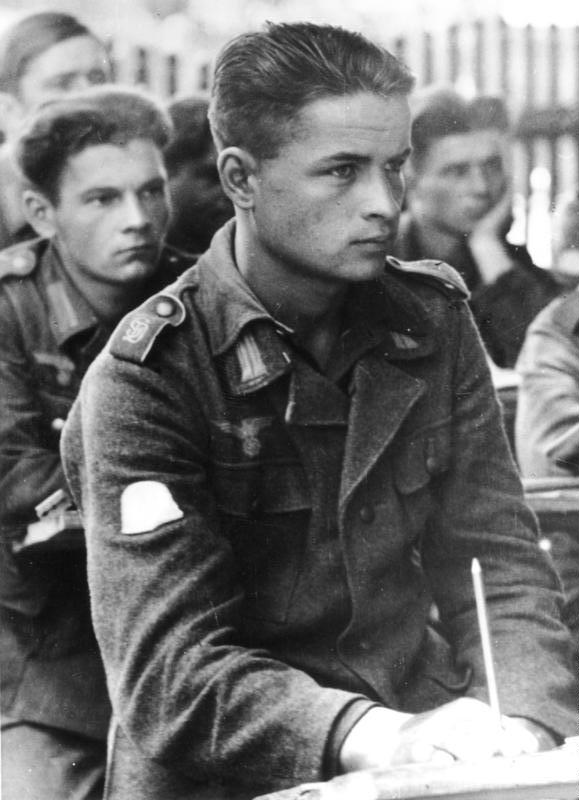
Rysk hiwi i divisionen Grossdeutschland 1943.

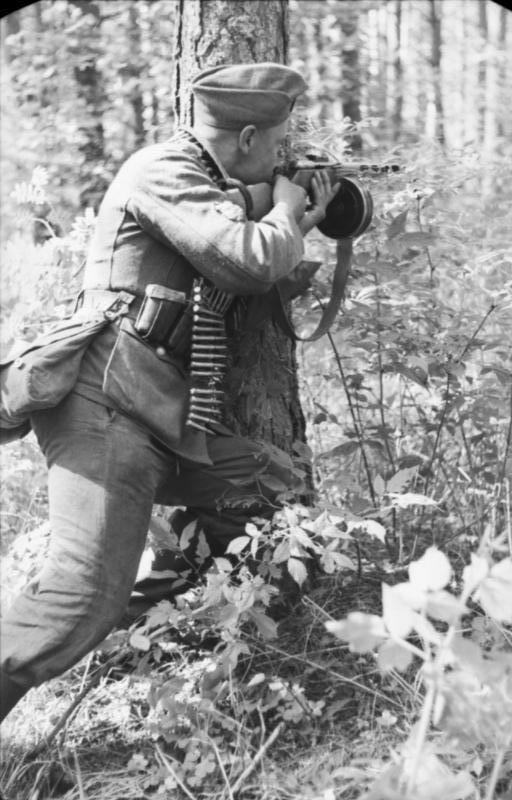
Soldat från 1. kosackkavalleridivisionen i eldställning med rysk kulsprutepistol PPSj-41.

Hiwi, från Hilfswilliger, är ett tyskt ord som fritt översatt betyder frivillig medhjälpare; termen skapades under andra världskriget. En "hiwi" var en person från motståndarsidan som frivilligt hjälpte tyskarna, det vill säga en kollaboratör. Överlägset störst betydelse under kriget fick de hiwir som hjälpte tyskarna under kriget mot Sovjetunionen, Operation Barbarossa.

## Bakgrund
Hiwir kunde hjälpa tyskarna på många sätt: underrättelseinformation, polisiärt arbete, tolkning m.m., men de flesta "hiwir" var stridande soldater i den tyska armén Wehrmacht. Under kriget mot Sovjetunionen kom efterhand en betydande andel av de tyska stridskrafterna att bestå av hiwir, vid slaget om Stalingrad utgjorde de hela 20 % (50 000 man) av den samlade tyska styrkan vid slagets inledning. Dessa hiwir bar tyska uniformer men med egna gradbeteckningar och symboler. Även SS-trupperna (Einsatzgruppen och Waffen-SS) använde sig av hiwir. Massakern vid Babij Jar utanför Kiev i slutet av september 1941 där Einsatzgruppen arkebuserade 33 771 judar utfördes till viss del av ukrainska hiwir.
Att tyska armén och SS i så stor utsträckning förlitade sig på sovjetiska kollaboratörer kan tyckas motsägelsefullt då den slaviska befolkningen enligt nazisternas raslära var lägre stående människor. Förlusten i människoliv var emellertid enorm även för tyskarna och för att ersätta alla förluster var man beredd att kompromissa. Att använda sig av sovjetiska soldater ansåg man också skulle bidra till att splittra befolkningen.  

## Omfattning
En "typisk" hiwi var en helt vanlig sovjetmedborgare som avskydde Stalins regim och som hjälpte tyskarna helt utan tvång. Proportionellt sett kom de flesta från Baltikum och Ukraina där hatet mot Stalins regim var massivt. Efter terrorn på 30-talet såg många ukrainare i krigets inledning tyskarna som befriare. En del var även desertörer från Röda armén. En mindre del utgjordes av krigsfångar från Röda armén men de brukade i regel inte användas på slagfältet.
Hundratusentals, kanske flera miljoner sovjetmedborgare i tyska uniformer (exakta uppgifter saknas) dog under kriget. Röda armén och säkerhetstjänsten NKVD avrättade också nästan utan undantag alla tillfångatagna sovjetmedborgare i tyska uniformer. Samma skoningslösa behandling drabbade även de kollaboratörer som på andra sätt hjälpte tyskarna; hade man "tur" kom man kanske undan med mångårigt straffarbete i Gulag.

## Olika typer av hiwir
De sovjetmedborgare som med vapen i hand samarbetade med tyskarna organiserades på många olika sätt.
- Hiwir i egentlig mening var de som fungerade som handräcknings- och bevakningssoldater organisatoriskt inordnade i tyska förband.
- Selbstschutz var ett sorts hemvärn som i etappområdet organiserades av Ordnungspolizei som lokalförsvar mot partisaner. Motsvarande enheter i frontområdet organiserades av Wehrmacht och kallades Einwohnerkampfverbände (Armégrupp Nord), Ordnungsdienst (Armégrupp Mitte) och Hilfswachmannschaften (Armégrupp Syd).[2]
- Schutzmannschaft fungerade som tysk hjälppolis, både i stridande antipartisanförband och för mera normala polisuppgifter.
- Osttruppen var egna militära förband upp till divisions- och armékårsnivå, men vanligen på bataljonsnivå, Ostbataillone.
- Ostlegionen var därvid de förband som tidigast sattes upp av muslimska och kaukasiska folk och som åtnjöt en viss särställning.
- Den ryska befrielsearmén organiserades i slutet av kriget som en formellt självständig med Tyskland allierad armé.
- Den ukrainska befrielsearmén organiserades på samma sätt.
- Waffen-Divisionen der SS organiserades av Waffen-SS mot slutet av kriget.

Typiskt var ständiga organisationsförändringarna och ett under krigets lopp gradvis höjande av statusen för Hiwi-förbanden.

## Hiwir i egentlig mening
Flera hundra tusen sovjetsoldater tjänstgjorde i den tyska arméns led under det andra världskriget. 1942 gav Hitler officiellt tillstånd till armén att enrollera hiwir. Från slutet av 1944 tilläts även polacker att ansluta sig. Hiwir fick först varken vapen eller uniform och användes framförallt i handräckningstjänst, som fordonsförare, kockar och sjukvårdare. Senare utrustades de med tyska uniformer utan gradbeteckningar och kom i viss utsträckning att användas i stridande befattningar.

## Selbstschutz

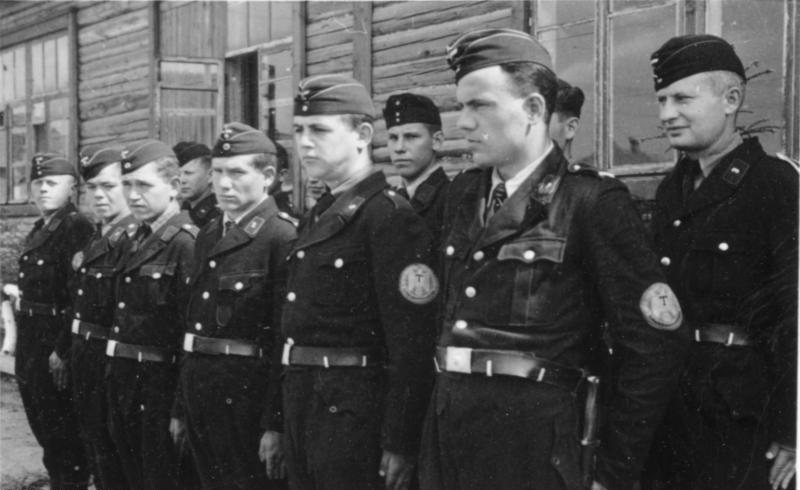
UNS-soldater som bevakar en torvfabrik 1943

I Vitryssland bildades en vitrysk självförsvarskår (Belaruskaja Samaachova) med 55 000 hemvärnssoldater i tysk tjänst. 1944 bytte organisationen namn till det vitryska hemvärnet BKA (Belaruskaja Krajovaja Abarona). I Ukraina bildades en ukrainsk självförsvarskår (UNS) med 180 000 hemvärnsmän. I de baltiska staterna använde tyskarna de tidigare självständiga republikernas skyddskårs- eller hemvärnsorganisationer, vilka upplösts efter den sovjetiska ockupationen 1939, som grund för uppbyggnaden av baltiska Selbstschutz.
 I Estland, till exempel, utgjordes grunden för det estniska Selbstschutz, Omakaitse, av den tidigare skyddskårsorganisationen, Kaitseliit, tillsammans med skogsbröderna, de antisovjetiska partisanerna, som med vapen i hand bekämpat de sovjetiska ockupationstrupperna.

## Schutzmannschaft

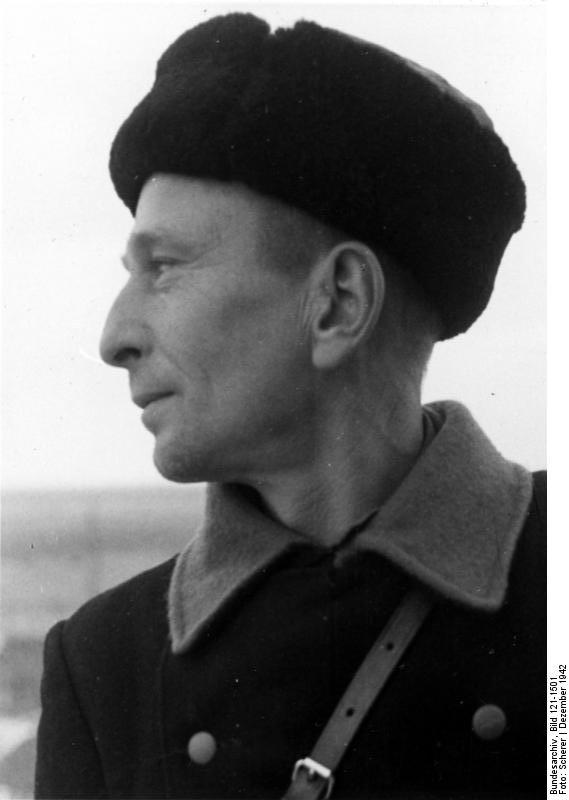
Ukrainsk Schuma-kosack, Kiev 1942

Schutzmannschaft (Schuma) var tyska hjälppolistrupper i det ockuperade Östeuropa som rekryterades från den lokala befolkningen. De första sådana trupper organiserades av armén både i Baltikum och i Ukraina och Vitryssland, under namnet Ordnungsdienst. Dessa trupper överfördes dock snart till polisen och ombenämndes till Schutzmannschaft der Ordnungspolizei. Redan vid slutet av år 1942 fanns det ungefär 300 000 sådana hjälppoliser i tysk tjänst. Schuma hade fyra tjänstegrenar: (1) Schutzmannschaft-Bataillonen (bataljonsförband för partisanbekämpning), (2) Schutzmannschaft-Einzeldienst (patrullerande polis), (3) Feuerschutzmannschaft (brandkår), (4) Hilfsschutzmannschaft (för fång- och objektsbevakning). Schuma var utrustade med svarta uniformer och ett eget gradbeteckningssystem. Det fanns även Schutzmannschaft der Sicherheitspolizei som var underställt Gestapo. Alla former av Schuma deltog aktivt i förintelsen av judarna.

## Östtrupper
Östtrupper organiserades av hiwir som bildade egna förband tillhöriga Wehrmacht. Den första användningen av hiwir var som icke-stridande som avlastade de tyska trupperna mycket av det rutinmässiga handräckningsarbeten som krävs vid ett truppförband. Men etappområdet uppställdes även Ordnungsdienst, beväpnade bevakningsförband av hiwir. En del av dessa överfördes senare till Ordnungspolizei  (se ovan), av andra bildades 1942 Ostbataillone (östbataljoner) med 36 tyska officerare och underofficerare som kaderpersonal. Dessa första östbataljoner bestod huvudsakligen av etniska minoriteter som turkmener, volgatatarer, kalmucker, armenier, azerbajdzjaner och flera små nordkaukasiska folk och underställdes 162. infanteridivisionens stab, vars tyska förband blivit upplösta. Andra östbataljoner uppställdes även av balter, volgafinnar, ukrainare, vitryssar, greker och sibirier. 
Sommaren 1942 inrättades ett ledningsorgan för Östtrupperna, genom att en befattning som General der Freiwilligenverbände tillkom, med ansvar för uppställning och utbildning av dessa trupper. I början av 1943 fanns det 176 östbataljoner och 38 östkompanier med tillsammans ungefär 150 000 soldater. I slutet av 1943 tjänstgjorde närmare en halv miljon sovjetmedborgare som frivilliga i den tyska armén. Av dessa var ungefär 370 000 tillhöriga Östtrupperna. Vid mitten av 1944 fanns det ca 200 östbataljoner, av vilka de flesta tjänstgjorde i Västeuropa och i Medelhavsområdet, men det fanns även östtrupper på den ryska fronten. Av högre förband fanns 1. och 2. kosackkavalleridivisionerna, vilka tillsammans bildade XV. kosackkavallerikåren, samt 162. turkfolksdivisionen.

## Östlegionerna

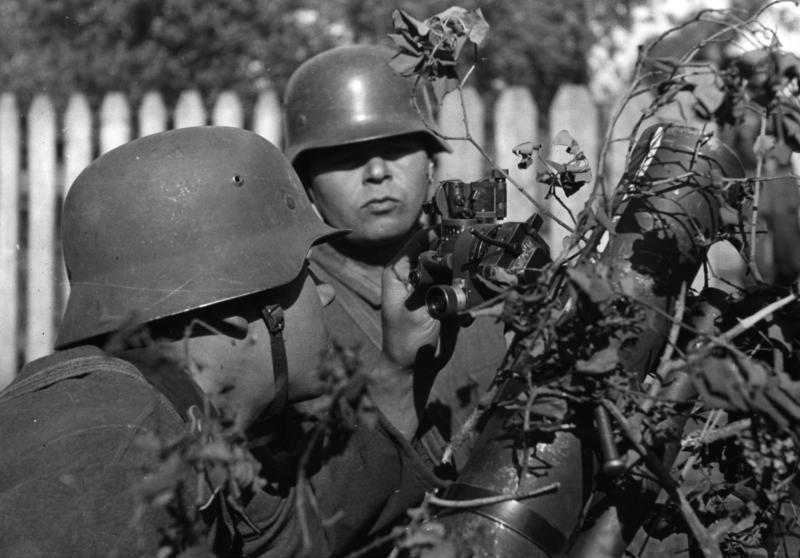
Volgatatariska legionärer betjänar en tung granatkastare 1942

Turkestanska legionens förbandstecken

Östlegionerna var den del av östtrupperna som bildades framförallt av muslimska turkfolk och folk från Kaukasus. Dit räknades inte ryska, ukrainska, baltiska eller volgafinska östtrupper. Östlegionerna åtnjöt Hitlers godkännande som pålitliga kämpar och kunde officiellt inordnas i Wehrmacht. 
Källa: Tyska Wikipedia

## Ryska befrielsearmén

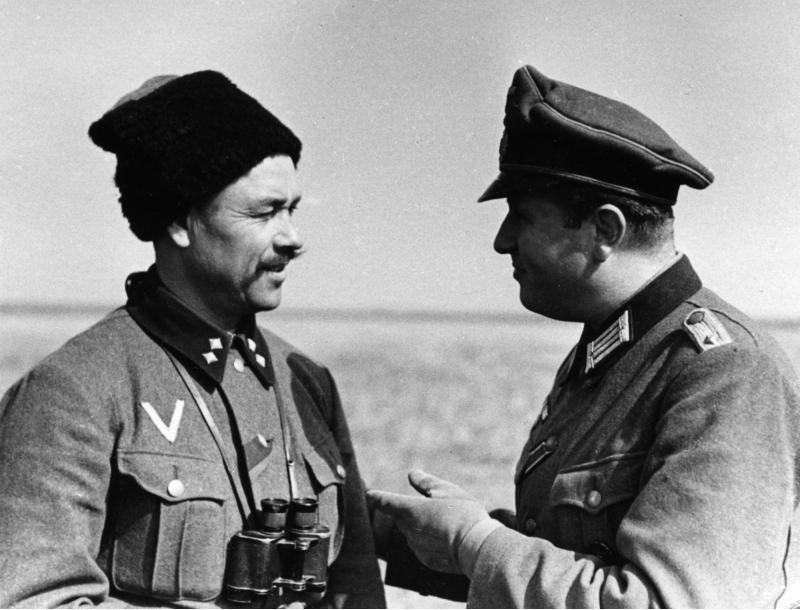
Rysk kosackofficer i tysk tjänst tillsammans med en tysk officer 1943.

Den Ryska nationella befrielsearmén (Русская Освободительная Народная Армия (POHA), Russkaja Osvoboditelnaja Narodnaja Armija (RONA) bildades av Bronislav Kaminskij i det av honom kontrollerade Brjanskområdet. Den uppgick 1942 till ca 20 000 soldater. Den inordnades senare i Waffen-SS, först som en brigad, senare en division.
Den Ryska nationella folkarmén (RNNA) bildades i det ockuperade Vitryssland och stod under befäl av vitryska emigranter. Senare blev dessa ersatta av sovjetiska överlöpare, då tyskarna fruktade emigranternas inflytande. RNNA uppgick till omkring 8 000 soldater. Den upplöstes och avväpnades av tyskarna då den lyckades förhandla med de sovjetiska partisanerna om ett stillestånd.
I slutet av 1944 bildades på Heinrich Himmlers initiativ den Ryska befrielsearmén (Русская Освободительная Армия - РОА, Russkaja Osvoboditel'naja Armija - ROA), vilken efter sin första chef, den före detta sovjetiska generallöjtnanten Andrej Vlasov, även kallades Vlasovarmén. ROA rekryterade sina soldater bland hiwir, krigsfångar, tvångsarbetare i tysk tjänst och vitryska emigranter. ROA erhöll status som en allierad armé och var officiellt endast underställd Wehrmacht i operativt hänseende. 
Sammanlagt organiserades 71 ROA-bataljoner som stöd på östfronten och 42 ROA-bataljoner som tjänstgjrode i Belgien, Frankrike, Italien och Finland. Av högre förband organiserades två infanteridivisioner, de två ovannämnda kosackkavalleridivisionerna och en kalmuckkavallerikår. Flygstridskrafterna bestod av en jaktdivision, en nattattackdivision, en bombdivision, en förbindelsedivision, en flygsignalbataljon och en fallskärmsjägarbataljon. Vid krigets slut bestod ROA av ca 100 000 soldater. 
Vid Pragupproret i maj 1945 mot den tyska ockupationsmakten gick en ROA-division över på den tjeckiska sidan. Efter kriget överlämnades alla krigsfångar från ROA till Sovjetunionen, där cheferna avrättades och soldaterna skickades till Gulag.

## Ukrainska befrielsearmén

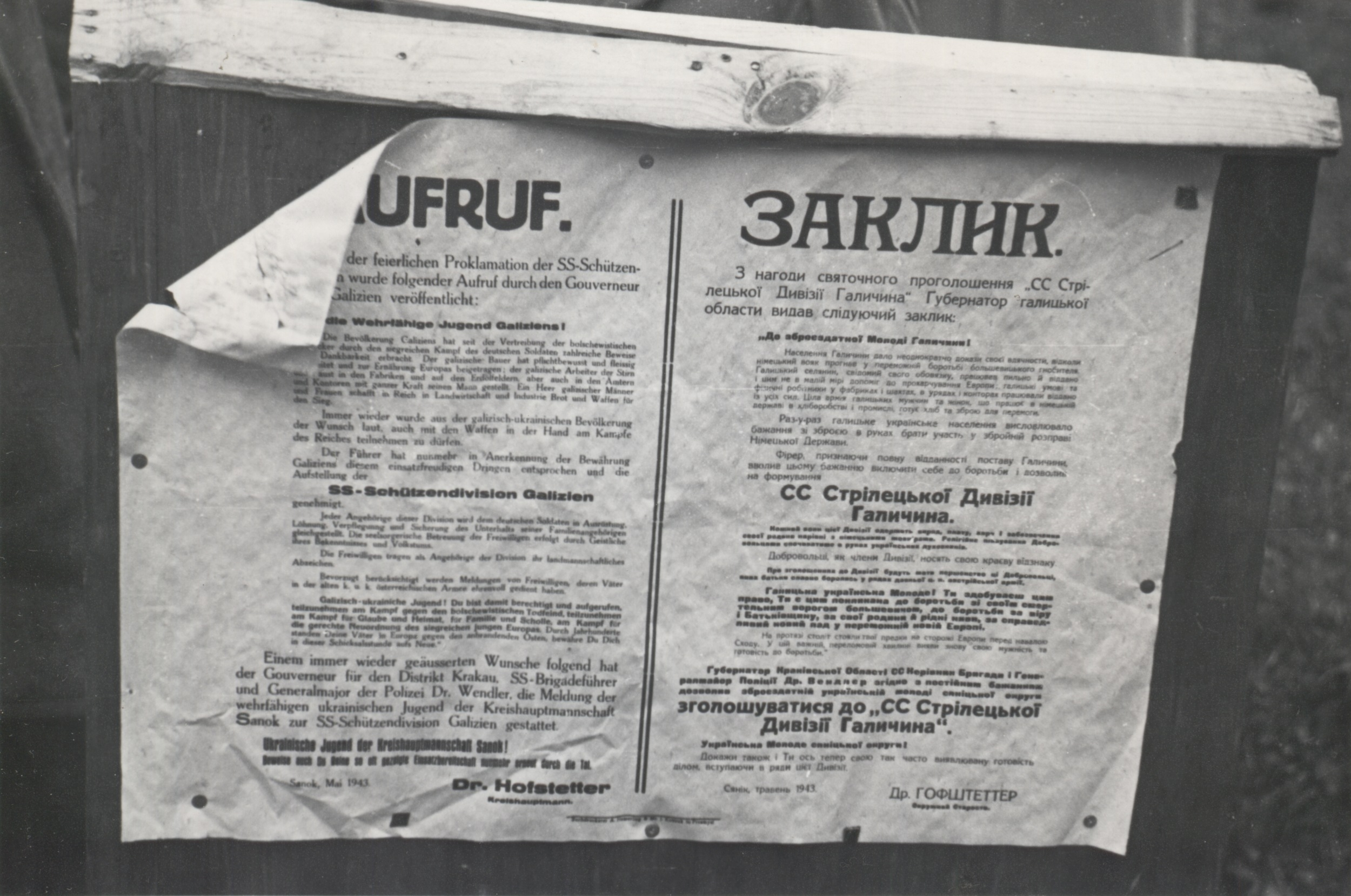
Värvningaffisch på tyska och ukrainska 1943

Förbandstecken för 14. Waffen-Grenadier-Division der SS (galizische Nr. 1)

Omkring 300 000 ukrainare stred med vapen i hand på Tysklands sida under andra världskriget. I Ukraina var de politiska och militära förhållandena under kriget synnerligen komplicerade. Tyskarna behärskade aldrig de ockuperade områdena fullständigt och många olika politiska och etnoreligiösa fraktioner organiserade förband som stred för och mot tyskarna och mot varandra. Kommunister och nationalister stod mot varandra, liksom ukrainare stod mot både ryssar och polacker. Ytterligare en konfliktzon var den religiösa där grekiskt-katolska (uniater) stod mot ortodoxa. Klara motståndare mot Tyskland var de sovjetiska partisanförbanden, den polska kommunistiska folkarmén, Armia Ludowa, och den polska underjordiska hemmaarmén, Armia Krajowa. Dit hörde först även den nationalistiska Ukrainska upprorsarmén (UPA), vilken dock från 1944 samarbetade med tyskarna mot ryssar och polacker. Situationen komplicerades av att de ungerska förband som ockuperade delar av Ukraina samarbeta med UPA långt innan tyskarna gjorde det. Det grekiskt-katolska Galizien särbehandlades av tyskarna och saknade nästan motståndsrörelse och galiziska frivilliga inordnades redan 1943 i Waffen-SS.
- Ukrainska befrielsearmén, (Українське Визвольне Військо (УВВ), Ukrajinske Vysvolne Vijsko (UVV)) bildades redan 1941 av Hiwis i tyska förband, sovjetiska krigsfångar, avhoppare från UPA och frivilliga från östra Ukraina. 1942 uppgick UVV till ca 50 000 soldater och 1943 nådde den sin största styrka med 80 000 soldater.[6]

- 14. Waffen-Grenadier-Division der SS (galizische Nr. 1) bildades 1943 från ukrainska och folktyska frivilliga från Lvivområdet som tidigare ingått i galiziska polisbataljoner (f.d. Schuma). 1944 började den kallas ukrainsk och 1945 överfördes den till den ukrainska nationalarmén (se nedan).[7]

- Ukrainska nationalarmén, (Українська Національна Армія (УНА), Ukrajinska Natsionalna Armija (UNA)) bildades 1945 som en motsvarighet till den ryska befrielsearmén för att motverka dess krav på att Ukraina var ryskt. 14. SS-divisionen överfördes till UNA och bildade dess första division. En andra division organiserades liksom ett fallskärmsjägarförband.[8]